# Isaäc Arend Diepenhorst
Isaäc Arend (Iek) Diepenhorst (Rotterdam, 18 juli 1916 – Zeist, 21 augustus 2004) was een Nederlands hoogleraar strafrecht die in twee kabinetten een ministerschap bekleed heeft.

## Levensloop
Professor Diepenhorst, zoals hij vaak werd aangekondigd, lid van de familie Diepenhorst, werd geboren in 1916 in Rotterdam in een gereformeerd gezin als zoon van Gerrit Diepenhorst, die Kamerlid was geweest voor de Anti-Revolutionaire Partij (ARP). Hij studeerde theologie en rechten aan de Vrije Universiteit en werd tijdens zijn studie lid van de Oratorische Vereeniging I.V.M.B.O., een dispuut van het Studentencorps aan de Vrije Universiteit. Hij promoveerde in 1943 bij Anne Anema, zijn latere fractiegenoot in de Eerste Kamer, op het proefschrift Historisch-critische bijdrage tot de leer van den christelijken staat. Na de Tweede Wereldoorlog werd hij aan dezelfde universiteit hoogleraar strafrecht. Van 1960 tot 1961 en van 1971 tot 1976 was hij er rector magnificus.
Zijn politieke loopbaan begon hij als lid van de Eerste Kamer voor de ARP in 1952. Daarna werd hij minister van onderwijs in het Kabinet-Cals in 1965. In het daarop volgende Kabinet-Zijlstra was hij eveneens minister voor hetzelfde departement. Vanaf 1967 tot 1971 was hij lid van de Tweede Kamer. Zijn politieke carrière besloot hij als lid van de Eerste Kamer in 1981.
Hij was bekend om zijn welbespraaktheid. Met veel allure en stijl bracht hij redevoeringen. Hij was bekend en geliefd vanwege zijn radio-causerieën, zoals beschouwingen over de landelijke politiek, die, in de jaren zestig van de twintigste eeuw, door de NCRV-radio omstreeks 23.00 uur werden uitgezonden onder de titel: In het Parlement en Daarbuiten, waarin hij in staat bleek -naar het leek- minutenlang, een grammaticaal volstrekt correcte zin te formuleren, en daarbinnen inhoudelijk welluidende uitspraken te doen, waarbij hij evenzolange bijzinnen wist in te voegen, die, op de juiste plaats, bijna hoorbaar, van vele komma's, gedachtestreepjes, en andere interpunctie werden voorzien, door hem voorgedragen werden met een zekere bekaktheid, waarin bijvoorbeeld het woord "voor" voornamelijk als "veur" uitgesproken werd, in een dergelijke, degelijke, nadrukkelijke -en daardoor zeer verstaanbare- dictie, waarin een rollende tong-r zijn meest kenmerkende stijlelement was, zodat geen der, al dan niet toevallige, toehoorders het kon ontgaan, dat hier I.A. Diepenhorst het woord voerde, die slechts één enkele zin uitsprak, die, zoals het hoorde, eindigde met een punt. Ook kon hij daarom de stijl van politici als Van Agt en Wiegel waarderen, die zich eveneens op dit vlak onderscheidden.
Hij genoot aanzien binnen de Gereformeerde Kerken in Nederland. Hij leidde veel kerkdiensten. Binnen deze kerken hoorde hij tot degenen die de geslotenheid doorbraken en zorgden voor meer openheid. Ook was hij forumleider bij de NCRV-televisie. Een gevleugelde uitspraak werden zijn woorden: "rechts van mij, voor de kijkers links".
Diepenhorst was ook op diverse maatschappelijke gebieden actief. Zo was hij voorzitter van de Vereniging Bartiméus, actief in verenigingen voor maatschappelijk werk en voor inwendige zending, voorzitter van de Onderwijsraad en bemoeide hij zich met de zorg voor gedetineerden.
Diepenhorst bleef ongehuwd en woonde -tot haar overlijden- bij zijn moeder. "Het is een voorrecht bij de moeder te blijven." Hij overleed zelf in hetzelfde huis te Zeist op 88-jarige leeftijd.

## Familie
Isaäc Arend Diepenhorst, lid van de familie Diepenhorst, was de broer van Arend Isaäc Diepenhorst die hoogleraar bedrijfshuishoudkunde aan de Erasmus Universiteit Rotterdam was. In tegenstelling tot zijn broer Isaäc zocht Arend minder snel de publiciteit op. Echter bleek Arend tot op late leeftijd net als zijn broer bijzonder invloedrijk en maatschappelijk betrokken.

## Trivia
In de jaren tachtig was professor Diepenhorst herhaaldelijk te beluisteren in het absurdistische VPRO-radioprogramma Ronflonflon. Daarbij werd hij opgebeld door presentator Jacques Plafond - een typetje van Wim T. Schippers - die hem meestal een theologische of filosofische kwestie voorlegde, waarna Diepenhorst begon aan een minutenlang referaat, tot hij met een aanvullende vraag in de rede werd gevallen door Plafond en Diepenhorst dan riposteerde met 'als ik even mijn zin zou mogen afmaken...'.

## Onderscheidingen
- Ridder in de Orde van de Nederlandse Leeuw (27 april 1962)
- Commandeur in de Orde van Oranje-Nassau (17 april 1967)
- Commandeur in de Orde van de Nederlandse Leeuw (3 juni 1986)